# Sedegliano
Sedegliano (friülà Sedean) és un municipi italià, dins de la província d'Udine. L'any 2007 tenia 3.843 habitants. Limita amb els municipis de Codroipo, Coseano, Flaibano, Mereto di Tomba, San Giorgio della Richinvelda (PN), San Martino al Tagliamento (PN) i Valvasone (PN). Comprèn les fraccions de Coder, Grediscje, Grions di Sedean, Rivis, Sant Lurinç i Turide.

## Administració
| Període | Identitat     | Partit        |
| ------- | ------------- | ------------- |
| 2004-   | Corrado Olivo | Llista cívica |